# Jávai tobzoska
A jávai tobzoska (Manis javanica) az emlősök (Mammalia) osztályának tobzoskák (Pholidota) rendjébe, ezen belül a tobzoskafélék (Manidae) családjába tartozó faj.

## Előfordulása
Délkelet-Ázsiában, Thaiföldön, Indonéziában (Jáván, Szumátrán, Borneón és a Kis-Szunda-szigeteken), Vietnámban, Laoszban, Kambodzsában, Malajziában és Szingapúrban él. Élőhelye nagy változatosságot mutat, az őserdőktől (primér erdőktől) és másodlagos (újranőtt, szekunder) erdőktől kezdve a szavannákon át a bozótosokig. Gyakran megtalálható művelt területeken, kertekben, ültetvényeken is. Bár elsősorban a földön él, a maga által vájt vagy elfoglalt üregekben alszik, a fákra is felmászik pihenés vagy élelemszerzés céljából.

## Megjelenése
A hátsó-indiai tobzoska különleges látványt nyújt, mozgatható éles csúcsú pikkelyei sárkány páncélzatára vagy egy élő fenyőtobozra emlékeztetnek. Hossza, farkáva együtt 79–88 cm, a hímek általában nagyobbak a nőstényeknél. Testét orrlyukától a farka csúcsáig több sorban pikkelyek borítják (teste középső részén 17-19 sor, farkán több mint 20 sor). Kemény pikkelyeinek színe a hátán és oldalán az olajbarnától a sárgáig változik. Hasának alsó felét és pofáját fehéres, vagy halványbarnás szőr borítja, bőrének színe szürkétől a kékes színig terjed.
Feje kis méretű, kúpos alakú. Szemei kicsik, melyeket vastag szemhéj borít. Fülének külső, látható része csökevényes. Orra húsos, szájában nincsenek fogak. Rendkívül hosszú, vékony nyelve van, melyet akár 25 cm-re is ki tud nyújtani, nyelvét ragadós nyál borítja. Ez a nyál segít a termeszek és a hangyák összegyűjtésében. Testfelépítése úgy módosult, hogy ennek a hatalmas nyelvnek helye legyen, a nyelv a mellüregben helyezkedik el és a medencecsonthoz kapcsolódik. Hiányzik a kulcscsontja, és szegycsontja is különleges szerkezetű. Ötujjú, első lábainak talpán párna helyezkedik el, mellső karmai nagyobbak és hosszabbak a hátsó lábán levőknél. Kapaszkodó farka van, orrát és fülnyílását képes bezárni.

## Életmódja
A hátsó-indiai tobzoska általában magányosan jár, de megfigyeltek már párokat is. Félénk éjszakai életmódot folytató állat. Ha veszélyt érez, farkával egyensúlyozva gyorsan tud járni hátsó lábán is. Farkát kapaszkodása is használja. Megfigyelték már úszás közben is. Naponta 0,7-1,8 km-t tesz meg. Nagyon jól ás, az üregeit növényekkel béleli ki.     
A faj egyedeinek kommunikációjáról még kevés ismeret áll a rendelkezésre, valószínűleg a szagjelek a legfontosabb kommunikációs eszközeik. Mint az emlősöknél általában, fontos a vizuális kommunikáció, tapintással főleg anya és utódja, a lehetséges párok, vagy a lehetséges vetélytársak érintkeznek.
A hátsó-indiai tobzoska pikkelyes páncélzata védelmet nyújt számára a ragadozók, a bozóttüskék és a kövek ellen. Fenyegetés esetén először tüskés farokpikkelyeit suhogtatja.  Ha ez nem hatásos, akkor szorosan összegömbölyödik, lágy, védetlen hasával befelé. Ha erőszakkal kigömbölyítik, utolsó eszközként bűzös mirigyváladékot lövell támadójára, egyidejűleg beleit is kiüríti.

### Táplálkozása
A hátsó-indiai tobzoska kizárólag hangyákkal és termeszekkel táplálkozik. Fontos szerepet játszik a rovarok számának szabályzásában. Becslések szerint egy felnőtt tobzoska évente 70 millió rovart fogyaszt el. Üregeinek építésével és a hangyák utáni ásással segíti a talaj levegőztetését is.

## Szaporodása
Megfigyelések bizonyítják, hogy a potenciális párok hajlamosak kisebb verekedésre. Ez, és a különböző ivarú egyedek közötti méretkülönbség arra enged következtetni, hogy a hímek versenyeznek a nőstényekért, és hogy egyes hímeknek egyáltalán nem jut pár. 
Szaporodásáról kevés adat áll rendelkezésre. Durva verekedést is megfigyeltek a leendő párok között. Valószínűleg ősszel párosodik és üregében télen elli meg utódját. A vemhesség ideje kb. 130 nap. Egy, ritkábban két utód születik. Az újszülött tobzoskák 100-500 g súllyal születnek, pikkelyeik puhák, a születés után szilárdulnak meg. Az utódok elválasztása három hónapos korukban történik, ivarérettségét egyéves korára éri el.
Az utódnevelés feladata egyedül a nőstényre hárul. Az anya általában három hónapos koráig szoptatja kicsinyét. A kicsinyek meglehetősen hamar önállóvá válnak. Megfigyelték, hogy egyes nőstények más nőstények kicsinyét örökbe fogadták. A nőstényeknek egy pár emlője van. Az anyák erősen védelmezik kicsinyüket. Fenyegetés esetén az anya összegömbölyödik, kicsinyét a hasával veszi körül. Időnként a kicsik az anya farkának a tövén utaznak.

## Természetvédelmi helyzete
A hátsó-indiai tobzoska veszélyeztetett faj. A világ számos részén hagyományos gyógyászati módszerek miatt nagy igény van a tobzoskák pikkelyeire. A helyi emberek a húsukat is elfogyasztják. Pikkelyes bőréből cipőt készítenek. Természetes ellensége a tigris és a ködfoltos párduc.